# Shahrestān di Salmas
Lo shahrestān di Salmas (farsi شهرستان سلماس) è uno dei 17 shahrestān dell'Azerbaigian Occidentale, in Iran. Il capoluogo è Salmas. Lo shahrestān è suddiviso in 2 circoscrizioni (bakhsh):
- Centrale (بخش مرکزی)
- Kohsar (بخش کوهسار)

Si è tenuta la battaglia di dilman.